# Playa de la Malagueta
La playa de la Malagueta es una conocida playa de la ciudad de Málaga, en Andalucía, España. Está situada en el del distrito Centro en el barrio de La Malagueta. Se trata de una playa urbana de arena oscura situada en el litoral oriental de la ciudad, entre el puerto de Málaga y la playa de La Caleta. Tiene unos 1200 metros de longitud y unos 45 metros de anchura media. Es una playa popular y frecuentada debido a su céntrica situación, en el barrio homónimo. Cuenta con toda clase de servicios. Algunos de ellos son: cuartos de baño, duchas, áreas de juego infantil, hamacas y sombrillas, chiringuitos, autobuses para su llegada, etc. 
Además, en los meses de junio, julio y agosto, se lleva a cabo el cine de verano, en el cual se ponen películas y se puede acceder totalmente de forma gratuita.
Es una playa muy espaciosa que se encuentra junto al dique de levante del puerto de Málaga y que, tradicionalmente ha constituido el punto de encuentro donde los pescadores lugareños sacaban antiguamente el copo. En el año 2015 esta playa fue galardonada con bandera azul y es de las más visitadas por toda Málaga por su ubicación y fácil acceso.

## Historia
Se desconoce el nombre histórico del área donde en la actualidad se asienta el barrio de la Malagueta. El origen del barrio se encuentra en el siglo XIX cuando se empiezan a asentar los primeros marengos, trabajadores de la mar.  Posteriormente la zona se convierte en escenario del auge de la pionera revolución industrial malagueña con la apertura de distintas fábricas. En 1886 comienza su explotación como lugar recreativo y turístico para las actividades de descanso y reposo vinculadas al mar con la apertura del merendero Antonio Martín. En 1887 se trasladan a la playa los balnearios de Apolo y La Estrella. Esto convirtió a la playa de la Malagueta en un punto de encuentro para las familias pudientes de la ciudad durante los meses de verano. 

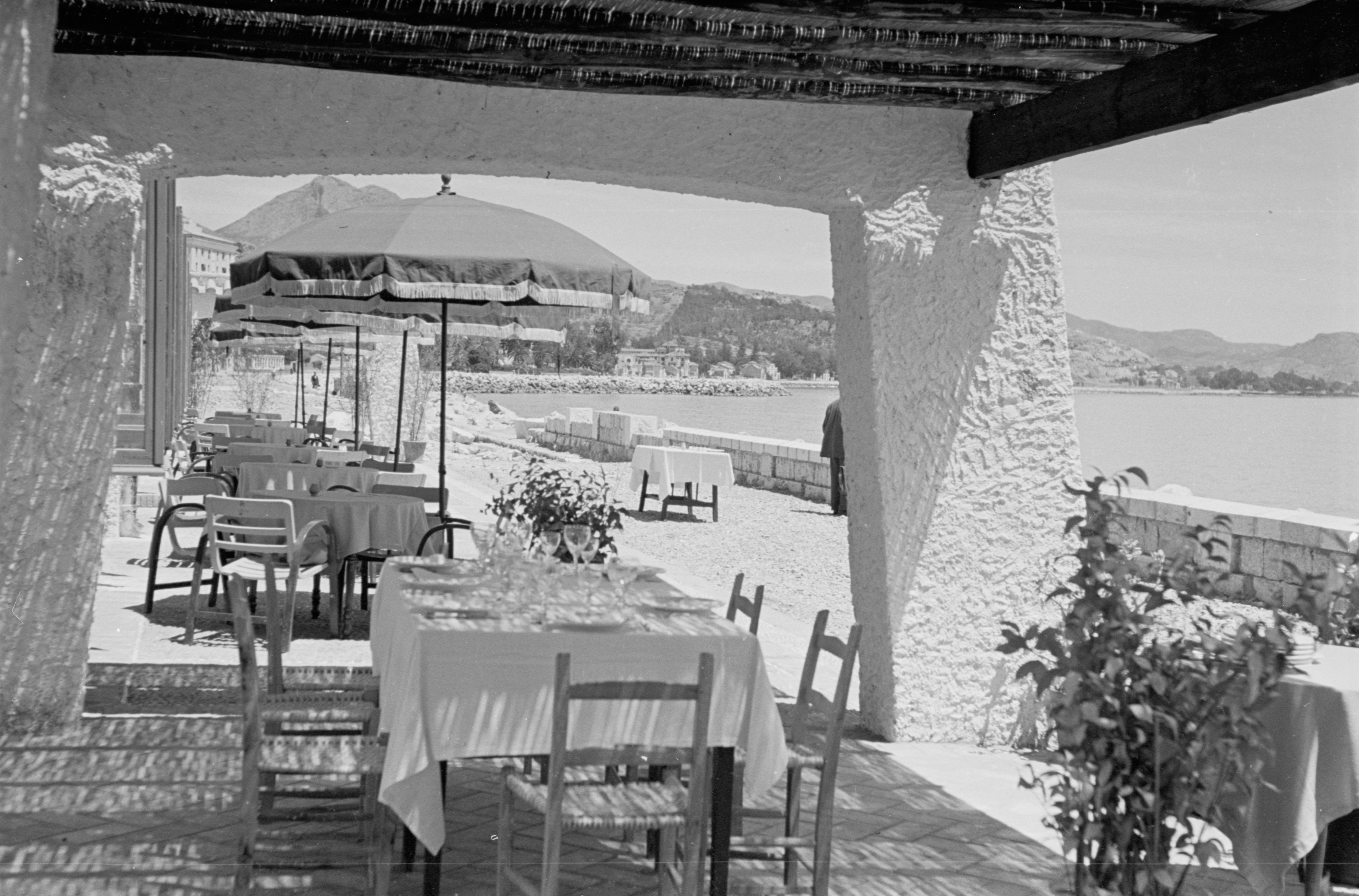
La playa de la Malagueta en 1954.

Los balnearios de Apolo y la Estrella, en realidad, nacieron en la zona de Cortina del Muelle, en una playa situada frente al Palacio de la Aduana conocida como los Baños de Ciegos, llamada así porque sus aguas eran tan tranquilas que el baño no implicaba apenas riesgo. Sin embargo, con el inicio del proyecto de construcción del parque de Málaga —concebido como una gran avenida que prolongaría la Alameda Principal y facilitaría la expansión del Puerto—, tuvieron que trasladarse a La Malagueta. A esto se sumó la decisión del Ayuntamiento de prohibir el baño en el tramo costero comprendido entre la desembocadura del Guadalmedina y el antiguo Espigón de Sanidad (cerca de la actual entrada principal del Puerto), por motivos de salud pública. Como consecuencia, muchos vecinos comenzaron a acudir a La Malagueta para disfrutar del mar. 

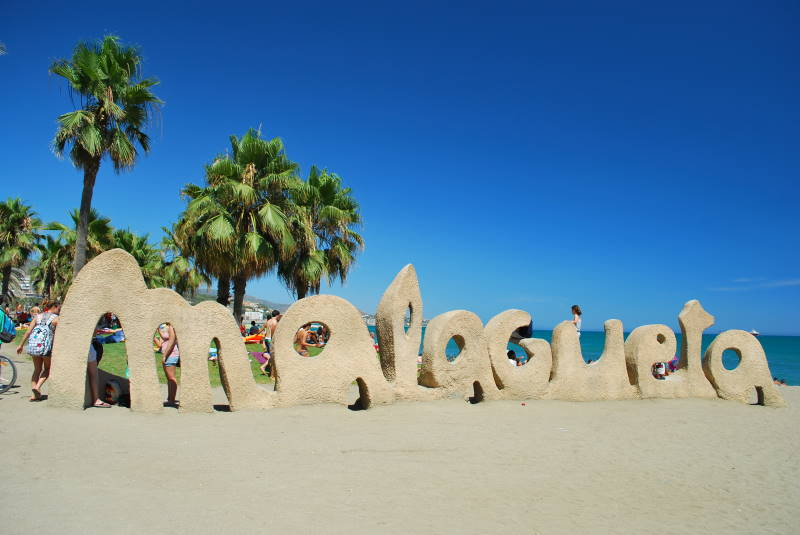
Letrero de La Malagueta.

A pesar del crecimiento florecimiento de merenderos, chiringuitos, balnearios y hoteles en la zona como el Hotel Miramar, las actividades industriales continuaron desarrollándose con la instalación de fábricas como la fundición de Roldán, la Fabril Malagueña de Hidalgo Espíldora, la fábrica de aceitunas de Manzano, la bodega de Barceló y una serrería. Los balnearios se levantaban en el mar sobre sustentos de hierro y contaban con bares, restaurante y vestidores, desde donde se descendía por unas escalinatas para tomar el baño. Las zonas de baño estaban cubiertas por esparto para proteger la intimidad de los bañistas y existían zonas separadas para hombres y mujeres.
Hasta la década de 1950, La Malagueta continuaba siendo un barrio de tradición marinera. Sin embargo, el cambio de siglo trajo consigo una transformación notable en su aspecto, y ya por entonces muchos comenzaban a considerarla como un barrio consolidado y no una simple zona industrial. Cada vez más malagueños se asentaban en los alrededores de la calle Maestranza, que pronto se convertiría en el corazón de La Malagueta. La construcción de la escollera que unía La Farola con El Morlaco marcó el inicio del futuro paseo marítimo que hoy bordea el litoral. A partir de los años 60, esa transformación se aceleró con la edificación de grandes bloques residenciales a lo largo de la costa, dando lugar a una auténtica revolución urbanística. Este proceso implicó el desalojo de las familias marengas que durante generaciones habían ocupado el rebalaje con sus humildes casas y chabolas. No fue un proceso sencillo ni exento de conflictos: algunas familias pudieron acceder a viviendas protegidas, pero también hubo escenas de dolor y protesta, con vecinos que, al entregar las llaves a los funcionarios, lo hicieron entre lágrimas, e incluso con rabia, arrojándolas con indignación. La transformación afectó también a los propietarios de las elegantes villas y palacetes situados en el segundo tramo del paseo marítimo. Para ampliar la calzada y aliviar el creciente tráfico, las autoridades recortaron jardines, retranquearon cercas e incluso eliminaron accesos que antes daban al mar. Una operación similar se llevó a cabo en el Paseo de La Farola, con consecuencias parecidas para los residentes de esa zona.